# Problema di localizzazione
Un problema di localizzazione consiste nella ricerca della posizione da assegnare ad un insieme di strutture (facilities o servizi) in funzione della distribuzione della domanda relativa alla loro utilizzazione.
In ricerca operativa esistono problemi di localizzazione nel continuo, in cui gli impianti e la domanda possono assumere qualunque posizione in un insieme continuo oppure problemi di localizzazione su reti, in cui gli impianti e la domanda è localizzata sui vertici di una rete.
I problemi di localizzazione possono essere classificati nel modo seguente:
- Problemi di copertura (covering): si vogliono situare un insieme di impianti in modo che tutti i clienti siano coperti. Non è noto a priori quanti impianti sarà necessario ubicare. Un tipico esempio è la localizzazione degli estintori in un edificio.
- Problemi di mediana (median): situa p impianti in modo da minimizzare la distanza media tra i punti di domanda e l'impianto più vicino tra i p disposti. Si considera che ogni cliente si recherà nell'impianto a lui più vicino. Un classico esempio di questo tipo di problemi è la localizzazione di centri commerciali o scuole.
- Problemi di centro (center): situa p impianti in modo da minimizzare la massima distanza tra un punto di domanda e un impianto. Tipici esempi sono la localizzazione di punti di primo soccorso e di presidio alle emergenze in generale.

A seconda del numero di impianti da localizzare si usa chiamare i problemi di centro, 2-centro, 3-centro, ..., p-centro e, analogamente, problemi di p-mediana.

## Problemi di mediana
In questo tipo di problemi si vuole minimizzare la distanza media tra la domanda e gli impianti. Analogamente agli altri problemi di localizzazione gli elementi dell'insieme clienti (cioè della domanda) possono avere tutti lo stesso peso unitario oppure alcuni possono avere peso maggiore. È questo il caso, per esempio, in cui si considera che la popolazione delle città sia distribuita nel centro cittadino e gli si attribuisce peso pari alla popolazione locale, in questo modo si trasforma un problema in cui la domanda è distribuita sul continuo in uno in cui è distribuita su rete.
{\displaystyle \min \sum _{i}\sum _{j}h_{i}d_{ij}Y_{ij}}
{\displaystyle \sum _{j}X_{j}=P}

{\displaystyle \sum _{j}Y_{ij}=1\forall i}

{\displaystyle Y_{ij}-X_{j}\leq 0\forall i,j}

{\displaystyle X_{j}\in \{0,1\}\forall j}

{\displaystyle X_{i,j}\in \{0,1\}\forall i,j}

dove i è l'indice per i nodi della domanda, j è l'indice dei nodi dei potenziali siti degli impianti, {\displaystyle h_{i}} è la domanda relativa al nodo i, {\displaystyle d_{i,j}} è la distanza tra il nodo i e il nodo j, P è il numero di impianti che vanno ubicati.

## Problemi di centro
In questo tipo di problemi dà maggiore enfasi alla parte di clienti più sfavorita, tipicamente quella più lontana dagli impianti. La localizzazione dell'impianto o degli impianti è tale da minimizzare la distanza massima tra cliente e l'impianto a lui più vicino.